# ジョン・オーエン・ガントレット
ジョン・オーエン・ガントレット（John Owen Gauntlett、1907年3月1日 - 1988年9月21日）は、日本の言語学者、フルート奏者。父はエドワード・ガントレット、母は山田耕作の実姉ガントレット恒。

## 経歴
1907年3月1日、岡山県岡山市生まれ。ケンブリッジ大学卒業後、1931年から横浜専門学校（現・神奈川大学）で専任英語教員として英語を教え、1937年から高千穂高等商業学校（現・高千穂大学）で英語講師として勤務した。
しかし、太平洋戦争の勃発により、イギリス国籍を有する敵国人として扱われるようになった。外出などは特別高等警察の監視下におかれ、日常の自由に様々な制限を課された。そして、1942年に第八高等学校の講師を解任され、資産も凍結されてしまう。窮地に立たされたジョン・オーエンは警察官の勧めもあり、既に帰化していた両親のもとに戻り、1942年5月頃に日本への帰化申請を行った。これがのちのガントレット事件へとつながる。
戦後は進駐軍の教育部に技術顧問として勤務し、その後早稲田大学や慶応大学、青山学院大学で教授を務めた。英語に関する著書を残しており、英語の教科書を手掛けたこともある。
フルート奏者でもあり、1966年8月に設立された「日本フルート協会」では副会長をつとめた。

## ガントレット事件
ジョン・オーエンは第二次世界大戦により日本の敵国となったイギリスの国籍を保有していたため、1942年5月頃に日本への帰化申請を行い、1943年2月6日に帰化が認められた。戦後になり、警察や社会的環境からの圧迫強制により自分の意志と反しての帰化であったと主張を行った。
旧国籍法の第七条第二項第五号によれば、外国人が帰化するにあたって申請者が日本の国籍を取得することによって、外国の国籍を喪失することが帰化の要件であった。しかし、1914年のイギリスの判例でイギリス国民は敵国で帰化をしてもイギリス国籍を喪失しないとされていた。
そのため、ジョン・オーエンはイギリス国籍を喪失しておらず、日本の帰化要件を満たしていないため、日本国籍が不存在である確認の訴えを起こした。
1956年7月18日、最高裁判所大法廷判決は『行政行為は違法が重大且つ明白である場合以外、これを無効とすることはできない。』とし、この事件を原審に差し戻した。

## 著書
- 『English conversations in three volumes. book1~3』巖松堂書店、1937年
- 『標準英語作文 文法解説』大学書林、1958年

ほか